# Thomas Fincke
Thomas Fincke   (Flensburg, 6 de gener de 1561 - Copenhaguen, 24 d'abril de 1656), també escrit Finck, Finke o Fink, va ser un matemàtic i metge danès del segle xvii, conegut per ser l'introductor de les paraules tangent i secant per referir-se a les funcions trigonomètriques avui conegudes amb aquests noms.

## Vida
La mare de Thomas Fincke va morir sis dies després del seu naixement i el seu pare va morir quan tenia nou anys. Tots dos eren de famílies benestants de Flensburg. El noi va ser educat pel seu oncle Reinhold Thor Smede, un educat conseller local, assistint a l'escola luterana de Flensburg, on va aprendre llatí, grec i hebreu.
El 1577 prossegueix els seus estudis a la Universitat d'Estrasburg, decanttant-se per les matemàtiques. En obtenir el seu grau, passa els anys 1582 i 1583 en diverses universitats alemanyes (Heidelberg, Leipzig, Jena...) fins a arribar el 1583 a la Universitat de Basilea on publicarà el seu reconegut llibre Geometriae Rotundi.
A Basilea comença els seus estudis de Medicina que continuarà a les universitats de Pisa i Pàdua, obtenint la seva graduació el 1587. Després de viatjar per tot centre Europa, el 1590 és nomenat metge de la cort ducal danesa de Philippe de Holstein-Gottorp. El mateix any també, obté el lloc de professor de matemàtiques de la Universitat de Copenhaghen. El 1602 també serà professor de Medicina a la mateixa universitat de la que serà degà i rector en diverses ocasions.
Durant la seva estança a la Universitat de Copenhaghen va ser un dels més ferms opositors a les activitats de Tycho Brahe a l'observatori de Uraniborg, ja que això restava alumnes destacats a la Universitat.

## Obra

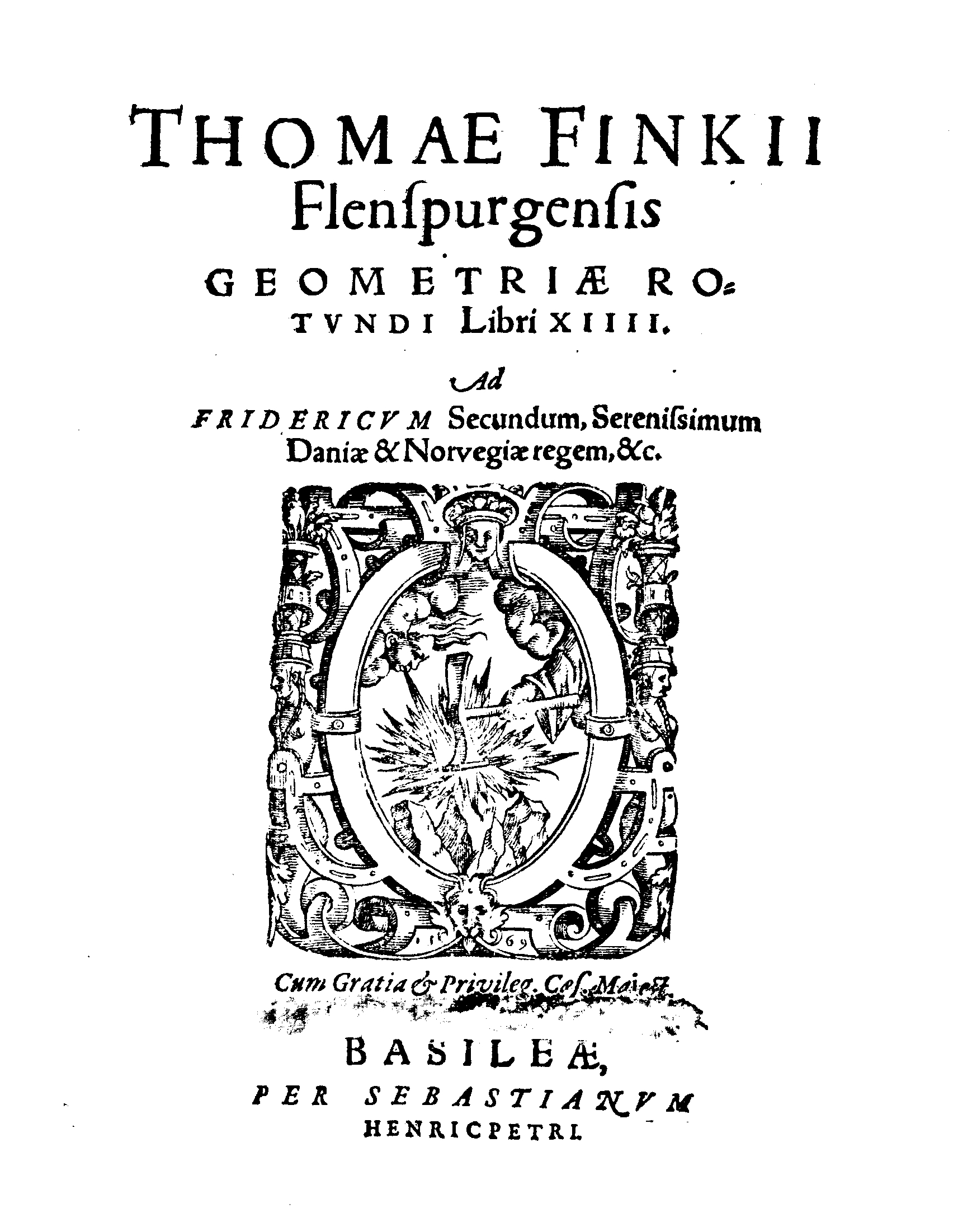
Geometriae rotundi libri XIIII, 1583

La seva obra més coneguda és la ja esmentada Geometriae Rotundi, dividida en catorze llibres. En ella utilitza per primera vegada els mots Tangent (del llatí: "tangere" = tocar) i Secant (del llatí: "secare" = tallar),  per a referir-se a la funcions trigonomètriques avui conegudes amb aquests noms. La presentació de la matèria no està feta en la forma euclidiana habitual, sinó que es fa a l'estil de Petrus Ramus.